# Бумбокс
„Бумбокс“ (Boombox) е украинска поп-рок, фънк, реге и рапкор група.
Основана е от Андрий Хливнюк (вокали) и Андрий Самойло (китари) в Киев през 2004 г. Групата пее предимно на украински, както и на руски и английски език.

## Състав
- Андрий Хливнюк – вокали
- Андрий Самойло – китари
- Валентин Матиюк – DJ
- Денис Левченко – бас
- Олександър Люлякин – ударни

## Дискография

### Албуми
- Меломанія (2005)
- Family Бізнес (2006)
- III (2008)
- Середній Вік (2011)
- Термінал Б (2013)

### Сингли
- Тримай (2007)

### Видео
- „Супер-пупер“ (2005, режисьор Виктор Придувалов)
- E-mail (2005, режисьор Виктор Придувалов)
- „Бобік“ (2005, режисьор Алексей Кузиков)
- „Ким ми були“ (2006, режисьор Виктор Придувалов)
- „Квіти в волоссі“ (2006, режисьор Виктор Придувалов)
- „Вахтёрам“ (2007, режисьор Виктор Придувалов)
- „та4то“ (2007, режисьор Володимир Якименко)
- „Поліна“ (2008, режисьор Володимир Якименко)
- „Концерти“ (2009, режисьор Алексей Кузиков)
- Eva (2009, режисьор Володимир Якименко)
- „Наодинці“ (2009, режисьор Володимир Лерт)
- „Летний дождь“ (2010, режисьор Володимир Якименко)
- „Холода.нет“ (2010, режисьор Володимир Якименко)
- „Этажи“ ([2011, режисьор Володимир Лерт)
- „За буйки“(„Сандали“) ([[2011, режисьор Володимир Лерт)
- „Пошла вон“ (2011, режисьор Володимир Лерт)
- "Піддубній Микола" (2012, режисьор Кадим Тарасов)
- „Для тебя“ (с Pianoboy и THMK), (2013, режисьор Володимир Якименко)
- „Дитина“ (2013, режисьор Володимир Лерт)
- „Пепел“ (2013, режисьор Володимир Лерт)
- „Номер скрыт“ (2014, режисьор Володимир Лерт)
- „Ты одна“ (2014, режисьор Виктор Вилкс)